# Eleição papal de 1254

Brasão papal de Sua Santidade o Papa Alexandre IV

A eleição papal ocorrida entre 8 a 12 de dezembro de 1254 resultou na eleição do cardeal Rinaldo dei Conti di Segni como Papa Alexandre IV depois da morte do Papa Inocêncio IV.

## Sacro Colégio
Inocêncio IV morreu no dia 7 de dezembro de 1254, em Nápoles, que se tornou a capital algumas semanas antes, depois de usar a luta pela herança o imperador Frederico II doou imediatamente o Reino da Sicília para os Estados Pontifícios. O Sacro Colégio contava então, provavelmente, com 13 cardeais, no entanto, o cardeal Stefano de Normandis dei Conti morreu um dia depois da morte de Inocêncio IV. Dos 12 restantes, 9 participaram da eleição.

### Cardeais presentes
HIII = nomeado cardeal pelo Papa Honório III
GIX = nomeado cardeal pelo Papa Gregório IX
IIV = nomeado cardeal pelo Papa Inocêncio IV
1. Rinaldo Conti (eleito com o nome Alexandre IV), Decano do colégio cardinalício. (GIX)
2. István Báncsa (IIV)
3. João de Toledo, O.Cist., protopresbítero (IIV)
4. Hugo de Saint-Cher, penitenciário-mór (IIV)
5. Riccardo Annibaldi (GIX)
6. Ottaviano Ubaldini (IIV)
7. Giovanni Gaetano Orsini, O.S.B., inquisidor (futuro Papa Nicolau III) (IIV)
8. Guglielmo Fieschi (IIV)
9. Ottobono Fieschi (futuro Papa Adriano V) (IIV)

### Cardeais ausentes
- Gil Torres[3][4] (HIII)
- Eudes de Châteauroux (IIV)
- Pietro Capocci (IIV)

## Conclave
Os cardeais presentes em Nápoles queriam o mais rápido possível voltar a Roma, e ir lá apenas para participar da eleição de um sucessor Inocêncio IV. O prefeito de Nápoles Bertolino Tavernerio di Parma, no entanto, ordenou o fechamento das portas da cidade e forçou os cardeais a iniciarem imediatamente a eleição .
Em 8 de dezembro (um dia após a morte de Inocêncio IV) os eleitores, trancados em uma clausura forçada no palácio de Pier della Vigna, iniciaram o procedimento para a seleção de seu sucessor. O favorito era o Cardeal Ottaviano Ubaldini, um colaborador próximo do Papa Inocêncio IV. Normalmente, ele provavelmente seria eleito pelo voto sem maiores problemas, mas uma minoria de opositores da política do falecido Papa encontrou uma maneira de bloquear o seu caminho para o pontificado. A decisão foi tomada no processo de escolha do novo papa por compromissum, ou seja, não por todo o Sacro Colégio, mas por delegação para o efeito de uma comissão de cardeais. Para a composição da comissão é selecionado Ubaldini, que se tornou, assim, de facto excluído do grupo de candidatos, dado que o costume proibia votar em si mesmo. Nesta situação, em 12 de dezembro, depois de quatro dias de deliberações, a escolha unânime foi o cardeal-bispo de Óstia-Velletri Rinaldo Conti, um parente de Gregório IX, que, no entanto, foi considerado mais conciliador do que seus antecessores. Eleito, tomou o nome de Alexandre IV. Oito dias depois, o novo papa foi coroado pelo Protodiácono Riccardo Annibaldi.